# Права ЛГБТ в Алабаме
Лесбиянки, геи, бисексуалы и транссексуалы (ЛГБТ) в Алабаме сталкиваются с юридическими проблемами и дискриминацией, с которыми не сталкиваются алабамцы, не принадлежащие к ЛГБТ-сообществу. Права ЛГБТ в Алабаме — оплоте Республиканской партии, расположенном как в Глубоком Юге, так и в Большом Библейском поясе — ограничены по сравнению с большинством других штатов.

## Закон об однополых сексуальных отношениях
Однополые сексуальные отношения были законными в Алабаме с 2003 года, когда решение Верховного суда США по делу Лоуренс против Техаса отменило все законы штата о гомосексуализме. 23 мая 2019 года Палата представителей штата Алабама приняла законопроект 320 сената Алабамы, который отменил запрет на «извращенные половые сношения», при этом 101 человек проголосовал «за» и 3 отсутствовали. 28 мая 2019 года Сенат штата Алабама принял законопроект Сената штата Алабама 320, 32 человека проголосовали «за», а 3 отсутствовали. Законопроект вступил в силу 1 сентября 2019 года.
Возраст сексуального согласия в Алабаме составляет 16 лет; тем не менее, сексуальный контакт с кем-то младше 16 лет и в пределах 2 лет от лица более старшего возраста разрешен. В 2019 году это положение было распространено на представителей одного пола. Ранее это было разрешено только лицам противоположного пола. В некоторых других штатах США до сих пор действуют положения о возрасте согласия, применяемые исключительно к лицам противоположного пола.

## Признание однополых отношений
С 9 февраля 2015 года по 3 марта 2015 года в 47 из 67 округов штата было выдано разрешение на брак однополым парам. 3 марта 2015 года Верховный суд Алабамы вынес решение по делу EEx parte State ex rel. Alabama Policy Institute and Alabama Citizens Action Program v. King and State v. King, что запрет Алабамы на однополые браки не нарушает Конституцию Соединенных Штатов. С 3 марта 2015 года по 26 июня 2015 года судьи Алабамы по делам о наследстве полностью прекратили выдачу лицензий на брак однополым парам или лицензиатам брака. С 26 июня 2015 года по 29 августа 2019 года некоторые судьи по наследственным делам штата Алабама полностью прекратили выдачу лицензий на брак. 29 августа 2019 года последние восемь округов Алабамы начали выдавать свидетельства о браке всем парам. Несмотря на то, что исполнительный указ № 24 губернатора Фоба Джеймса не имеет законной силы, § 30-1-19 Кодекса Алабамы и поправка 774 к Конституции штата Алабама, запрещающая любое признание или выдачу разрешений на однополые браки, однополые браки, закон о браке или союз, имитирующий брак, еще не отменены.

## Право усыновления и воспитание детей
Алабама разрешает усыновление однополыми парами.

## Закон о решении агентства по усыновлению
Алабама — один из немногих штатов, в котором действует закон, защищающий право религиозных агентств по усыновлению отказывать в передаче ребенка определенной паре или отдельному человеку из-за религиозных убеждений агентства. Закон был подписан губернатором Кэй Айви в мае 2017 года.

## Защита от дискриминации

### Федеральный закон
С 2011 года гендерная идентичность применяется к определению пола в Разделе VII Закона о гражданских правах 1964 года в рамках юрисдикции Апелляционного суда США одиннадцатого округа. С 2020 года сексуальная ориентация применяется к определению пола в Разделе VII Закона о гражданских правах 1964 года.

### Уровень штата
Закон штата Алабама не рассматривает дискриминацию по признаку сексуальной ориентации и гендерной идентичности при приеме на работу, в сфере жилья, дискриминацию в общественных местах, преследование и/или запугивание и дискриминацию студентов. В законе штата нет запрета на исключение из страховки для трансгендеров в сфере здравоохранения, а также не предусмотрены льготы по охране здоровья для трансгендеров среди государственных служащих.

### Местный уровень
Город Бирмингем запрещает любую дискриминацию по признаку сексуальной ориентации и гендерной идентичности. Он одобрил такие меры защиты в сентябре 2017 года. Город Монтевалло принял аналогичное постановление о недискриминации в апреле 2018 года, став вторым городом в штате, имеющим такую защиту.
Хантсвилл, Таскалуса и Монтгомери имеют государственные гарантии занятости на основании как сексуальной ориентации, так и гендерной идентичности.

## Закон о преступлениях на почве ненависти
С 1994 года в Алабаме действует закон о преступлениях на почве ненависти, применимый к «расе, цвету кожи, религии, национальности, этнической принадлежности или физическим или умственным недостаткам». Действующий закон не распространяется на преступления, совершенные на почве сексуальной ориентации или гендерной идентичности.
24 апреля 2009 года государственный представитель Элвин Холмс внес на рассмотрение законопроект HB533, который внесет сексуальную ориентацию в список категорий преступлений на почве ненависти. Представитель штата Патрисия Тодд, первый и единственный член Законодательного собрания, открыто принадлежавшая к ЛГБТ-сообществу, безуспешно пыталась добавить в законопроект гендерную идентичность, но против этого выступили Холмс и другие законодатели. Холмс сказал, что, по его мнению, его законопроект, касающийся только сексуальной ориентации, защитит лиц, пострадавших в результате их гендерной идентичности. Холмс представлял идентичные законопроекты на предыдущих сессиях: HB829 (2008), HB247 (2007), HB57 (2006), HB423 (2001), HB85 (2000),  и настаивал на включении сексуальной ориентации в закон о преступлениях на почве ненависти по крайней мере с 1999 года.
В апреле 2009 года Палата представителей Алабамы приняла законопроект Холмса 46 голосами «за» против 41. Судебный комитет Сената Алабамы позже одобрил законопроект, но Сенат в полном составе не принял по нему никаких действий до того, как Законодательное собрание объявило перерыв 15 мая 2009 года.
HB413 (2016) был выдвинут Тоддом и представителем Джуандалинн Гиваном, чтобы добавить защиту от сексуальной ориентации и гендерной идентичности, ровно как и в законопроекте HB8 (2017), но ни один законопроект не был вынесен на голосование.
Закон Мэтью Шепарда и Джеймса Берда-младшего о предотвращении преступлений на почве ненависти, одобренный Конгрессом США и подписанный президентом Бараком Обамой в октябре 2009 года, запрещает такие преступления на почве ненависти на федеральном уровне.

## Сфера образования
В прошлом в Алабаме с 1992 по 2021 год действовал закон о запрете на пропаганду гомосексуализма, в котором цитировалось следующее:  
«Материалы и инструкции этого курса, касающиеся полового воспитания или заболеваний, передаваемых половым путем, должны включать [...] акцент в фактической форме и с точки зрения общественного здравоохранения, что гомосексуальность не является образом жизни, приемлемым для широкой публики, и что гомосексуальное поведение является уголовным преступлением по законам штата»(Кодекс штата Алабама § 16-40 A-2)

### Отмена закона 1992 года о запрете пропаганды гомосексуализма
В апреле 2021 года Законодательное собрание Алабамы приняло законопроект, отменяющий все устаревшие ссылки в  курсе общественного здравоохранения как на «гомосексуальность, так и на ВИЧ/СПИД», прямо перечисленные в законах Алабамы о половом воспитании от 1992 года. Губернатор Алабамы Кей Айви подписала закон, вступивший в силу немедленно.

## Права трансгендеров

### Гендерно-подтверждающее здравоохранение
Трансгендеры, родившиеся в Алабаме, могут запросить исправленное свидетельство о рождении с измененными именем и полом после операции по смене пола.
В январе 2021 года принуждение трансгендеров к операции по смене пола для изменения маркера пола в водительских правах было признано неконституционным федеральным судьей.
В 2021 году в законопроекте 10 Сенат предложил сделать уголовное преступление класса С при потерпевшем несовершеннолетнем, которому будет предоставлено гендерное медицинское обслуживание, включая блокаторы полового созревания, гормоны или операции. Медицинский работник был бы наказан 10-летним тюремным заключением или штрафом в 15 000 долларов. Однако 17 мая 2021 года законодательная сессия завершилась до голосования по законопроекту, что означает, что законопроект был заморожен для 2021 года.

### Запрет трансгендерных видов спорта
В апреле 2021 года законодательный орган штата Алабама принял закон о запрете трансгендеров в составе женских и женских спортивных и/или легкоатлетических команд. Губернатор Алабамы Кей Айви подписала законопроект, который вступил в законную силу с 1 июля 2021 года.

## Политика
Патрисия Тодд, член Палаты представителей Алабамы, была избрана в ноябре 2006 года и стала первым открытым членом ЛГБТ-сообщества, избранным официальным лицом в штате Алабама. В сентябре 2013 года она вышла замуж за свою жену Дженнифер Кларк в Массачусетсе.
На выборах в Палату представителей штата Алабама в 2018 году Нил Рафферти, бывший член Корпуса морской пехоты США, был избран представителем округа 54-й палаты штата Алабама. Рафферти стал первым конгрессменом-геем в Алабаме. Он проживает в Бирмингеме со своим мужем Майклом Рудульфом.

## Общественное мнение
Опрос Института исследований общественной религии (PRRI) в 2017 году показал, что 42% жителей Алабамы поддерживают однополые браки, а 51% - против, 7% затруднились с ответом.
Тем не менее, тот же опрос также показал, что 58% поддерживают антидискриминационный закон, касающийся сексуальной ориентации и гендерной идентичности. 34% были против. Кроме того, 51% были против разрешения государственным предприятиям отказываться от обслуживания ЛГБТ из-за религиозных убеждений, а 41% поддержали разрешение таких отказов на религиозной основе.

## Итоговая таблица
| Однополая сексуальная активность легальна                            | (с 2003; не подтверждено законом)                                                                            | (с 2003; не подтверждено законом)                                                                            |
| Равный возраст согласия                                              | | |
| Однополые браки                                                      | (с 2015) | (с 2015) |
| Признание однополых отношений                                        | (с 2015 в браках)                                                                                            | (с 2015 в браках)                                                                                            |
| Признание однополых отношений в союзах помимо брака                  | | |
| Усыновление детей однополыми парами                                  | (с 2015) | (с 2015) |
| Совместное усыновление однополыми парами                             | (с 2015) | (с 2015) |
| Лесбиянкам, геям и бисексуалам разрешено служить в армии             | (с 2011) | (с 2011) |
| Трансгендерам разрешено служить в армии                              | /(Большинству трансгендерных сотрудников разрешено открыто служить с 2021 года)                              | /(Большинству трансгендерных сотрудников разрешено открыто служить с 2021 года)                              |
| Трансвеститам разрешено служить в армии                              | (Переодевание запрещено в армии с 2012 года)                                                                 | (Переодевание запрещено в армии с 2012 года)                                                                 |
| Интерсексуалам разрешено служить в армии                             | / (нынешняя политика Министерства обороны запрещает «гермафродитам» служить или поступать на военную службу) | / (нынешняя политика Министерства обороны запрещает «гермафродитам» служить или поступать на военную службу) |
| Право на смену юридического пола в свидетельствах о рождении         | (нужна хирургическая коррекция пола)                                                                         | (нужна хирургическая коррекция пола)                                                                         |
| Право на смену юридического пола в водительских удостоверениях       | (Не является обязательным операция по смену пола с 2021 года)                                                | (Не является обязательным операция по смену пола с 2021 года)                                                |
| Запрет на конверсионную терапию для несовершеннолетних               | | |
| Равный доступ к ЭКО для лесбийских пар                               | | |
| Коммерческое суррогатное материнство для гомосексуальных мужских пар | | |
| Антидискриминационные законы и меры защиты                           | Сексуальная ориентация                                                                                       | Гендерная идентичность                                                                                       |
| Антидискриминационные законы в сфере государственной занятости       | (По решению дела Bostock v Clayton County, Georgia)                                                          | (По решению дела Glenn v. Brumby)                                                                            |
| Антидискриминационные законы в сфере частной занятости               | (По решению дела Bostock v Clayton County, Georgia)                                                          | (По решению дела Glenn v. Brumby)                                                                            |
| Антидискриминационные законы в при посещении общественных мест       | / (Различается в зависимости от юрисдикции)                                                                  | / (Различается в зависимости от юрисдикции)                                                                  |
| Антидискриминационные законы в жилищном секторе                      | / (Различается в зависимости от юрисдикции)                                                                  | / (Различается в зависимости от юрисдикции)                                                                  |
| Антидискриминационные законы в сфере кредитования и финансов         | / (Различается в зависимости от юрисдикции)                                                                  | / (Различается в зависимости от юрисдикции)                                                                  |
| Закон о преступлениях на почве ненависти                             | | |
| Конверсионная терапия запрещена                                      | | |